# Marcel Ondráš
Marcel Ondráš (* 21. září 1985, Dolná Súča) je slovenský fotbalový obránce aktuálně působící v polském klubu Polonia Bytom.

## Klubová kariéra
Svoji fotbalovou kariéru začal v MFK Dubnica. Mezi jeho další působiště patří: FK LAFC Lučenec, MŠK Žilina, FC ViOn Zlaté Moravce.
V únoru 2014 odešel do polského druholigového celku Polonia Bytom (do konce sezony 2013/14).